# Nerisyrenia camporum
Nerisyrenia camporum är en korsblommig växtart som först beskrevs av Asa Gray, och fick sitt nu gällande namn av Edward Lee Greene. Nerisyrenia camporum ingår i släktet Nerisyrenia och familjen korsblommiga växter. Inga underarter finns listade i Catalogue of Life.